# Улу-Карамалы
Улу-Карамалы (баш. Оло Ҡарамалы) — деревня в Иглинском районе Республики Башкортостан Российской Федерации. Входит в состав Лемезинского сельсовета.

## География

### Географическое положение
Расстояние до:
- районного центра (Иглино): 59 км,
- центра сельсовета (Нижние Лемезы): 6 км,
- ближайшей ж/д станции (Улу-Теляк): 19 км.

## Население
| 2002 | 2009 | 2010 |
| ---- | ---- | ---- |
| 162  | ↗176 | ↘175 |

Национальный состав
Преобладающая национальность — Башкиры (97 %).